# ورامشاپوه تادئوسیان
ورامشاپوه تادئوسیان (ارمنی: Վռամշապուհ Սամսոնի Թադևոսյան؛ ۲ اکتبر ۱۹۰۰ - ۱۸ اوت ۱۹۷۹) حقوق‌دان و سیاست‌مدار اهل ارمنستان بود که از تاریخ ۱۹۴۸ تا تاریخ ۱۹۴۹ سمت دادستان کل جمهوری ارمنستان را برعهده داشت.

## زندگی‌نامه
وی در ۱۹۰۰ در ورین آغولیس به دنیا آمد و از دانشکده حقوق دانشگاه دولتی مسکو فارغ‌التحصیل گشت.  وی در ۱۹۸۱ در سن ۷۸ سالگی درگذشت.